# 帕達拉朗
帕達拉朗（英語：Padalarang）是印度尼西亞西爪哇省西萬隆縣轄下的一個地區。帕達拉朗總面積53.55平方公里。根據印度尼西亞官方於2022年所作的人口調查數據顯示：居住於帕達拉朗的總人口數量為18,4182人。帕達拉朗的人口密度為每平方公里3,439人。